# Troisième Guerre mondiale

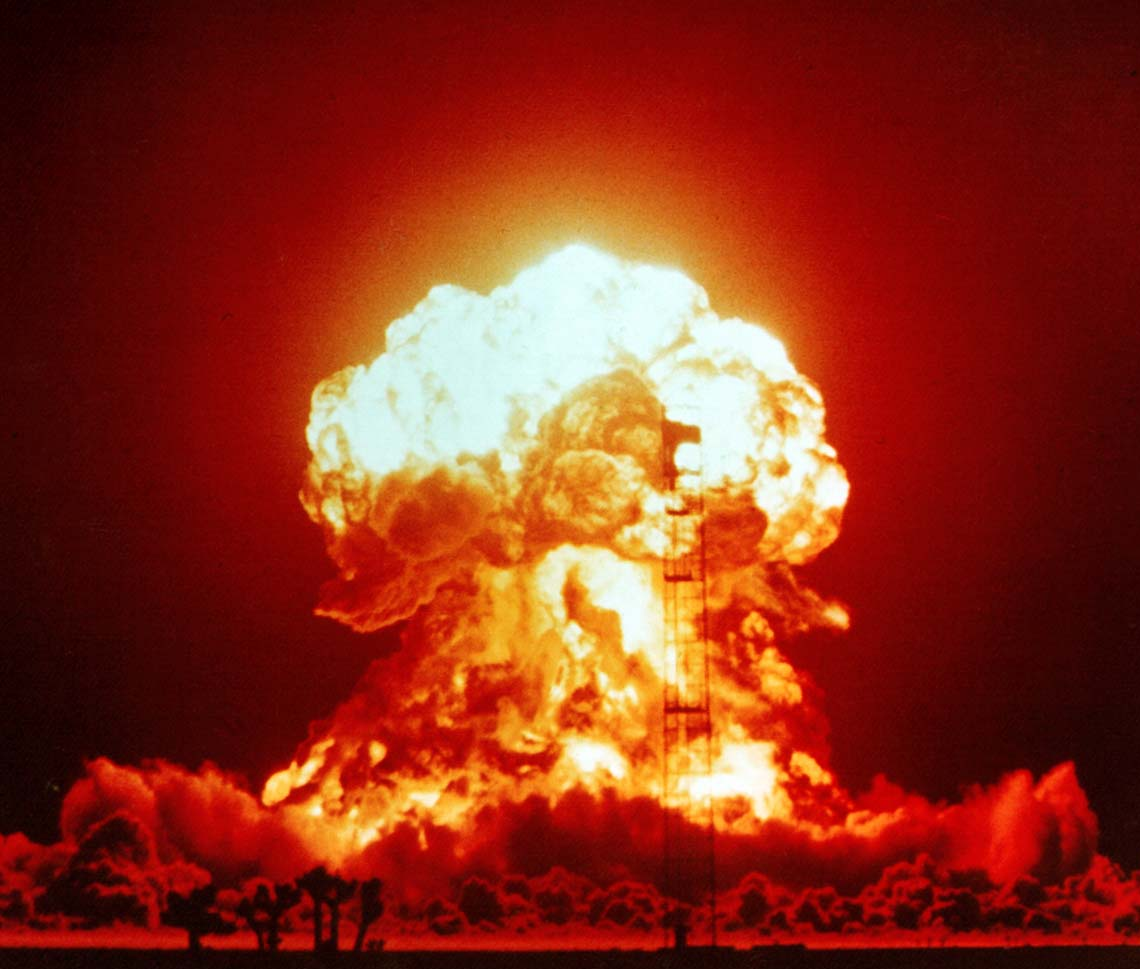
Une explosion atomique.

La Troisième Guerre mondiale est une expression désignant une hypothétique nouvelle guerre mondiale, qui serait caractérisée par l'usage de l'arme nucléaire (guerre nucléaire), ou bien d'autres conflits jugés d'importance planétaire, survenus après 1945, comme la guerre froide, la guerre par arme biologique ou la lutte contre le terrorisme.

## Utilisations de l'expression

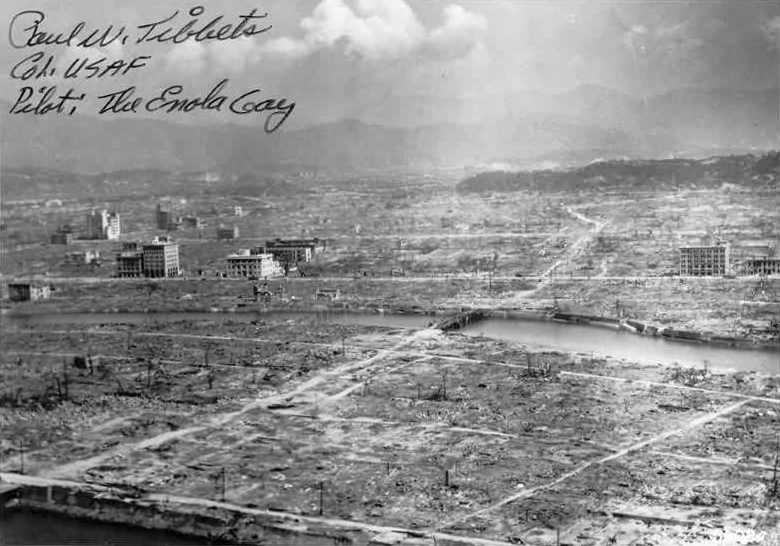
Le centre-ville d'Hiroshima en 1945 après la bombe.

Axes possibles d'attaque en cas d'offensive du pacte de Varsovie contre l'Allemagne de l'Ouest si la guerre froide avait dégénéré en Troisième Guerre mondiale, selon un chercheur de la Defense Intelligence Agency.

### Une idée en lien avec la guerre froide
Elle trouve son origine dans la crainte que l'affrontement entre les deux superpuissances de la guerre froide, l'Union des républiques socialistes soviétiques (URSS) et les États-Unis, n'aboutisse à une guerre totale mobilisant leur arsenal nucléaire. L'expression biblique armageddon a parfois été utilisée, ainsi que MAD (Mutually Assured Destruction : destruction mutuelle assurée), ou équilibre de la terreur. Cette guerre nucléaire aurait constitué un ultime engagement, provoquant la fin de la civilisation et l'extinction de l'humanité pendant un hiver nucléaire. Le recours à une utilisation limitée ou massive d'armes nucléaires pouvant aller jusqu'à la destruction de l'essentiel des terres habitées figurent parmi les scénarios possibles de cette guerre mondiale.
La menace d'anéantissement était prégnante dans la pensée collective au lendemain du second conflit mondial, après que l'opinion publique internationale eut découvert le champignon atomique. Interrogé en 1948 à propos de l'armement qui serait employé lors d'une éventuelle Troisième Guerre mondiale, Albert Einstein répondit : « La troisième guerre mondiale sera dévastatrice. Pour la quatrième : ils utiliseront des pierres et des bâtons ! »,
Cette peur fut relayée par divers médias et sous diverses formes, y compris de nombreuses fictions en déclinant l'hypothèse et entretenant la psychose collective.

### Tensions critiques historiques
Les contemporains ont vraiment cru, en 1962, que la crise des missiles de Cuba entre les États-Unis, Cuba, et l'URSS, venant ajouter un surcroît de tensions à celles déjà générées en 1961 par la construction du mur de Berlin, pouvait déclencher la Troisième Guerre mondiale.
Outre la crise de Cuba, les évènements les plus connus qui auraient pu conduire à une guerre mondiale sont la guerre de Corée (du 25 juin 1950 au 27 juillet 1953) et les tensions entre superpuissances lors de la guerre du Kippour du 6 au 25 octobre 1973.

### Fausses alertes
Le 9 novembre 1979, le NORAD fut confronté à une erreur informatique : les États-Unis ont procédé à des préparatifs de représailles d'urgence après que le NORAD a constaté à l'écran qu'une attaque soviétique à grande échelle avait été lancée. Aucune tentative n'a été faite pour utiliser le téléphone rouge pour faire clarifier la situation par l'URSS, et ce n'est que lorsque des systèmes de radar d'alerte précoce ont confirmé qu'aucun lancement de ce type n'avait eu lieu, que le NORAD s'est rendu compte qu'un test de système informatique avait provoqué les erreurs d'affichage. Un sénateur à l’époque a décrit une atmosphère de panique absolue au NORAD. Une enquête du GAO a abouti à la construction d’une installation d’essai hors site afin de prévenir des erreurs similaires.
Dans la nuit du 25 au 26 septembre 1983, Stanislav Petrov, officier de garde soviétique sur la base d'alerte stratégique de Serpoukhov-15, est chargé de recueillir les informations d'éventuels tirs de missiles nucléaires contre son pays. Le système informatique d'alerte anti-missiles Krokus indiqua cinq tirs de missiles balistiques intercontinentaux ICBM Minuteman en provenance de la Malmstrom Air Force Base, aux États-Unis. Ne disposant que de quelques instants pour analyser la situation mais devant le faible nombre de missiles détectés, il indiqua à ses supérieurs qu'il s'agissait selon lui d'une fausse alerte. Son avis fut suivi et permit ainsi d'éviter une riposte soviétique qui aurait pu être le point de commencement d'un conflit nucléaire.
Au cours des manœuvres Able Archer 83, exercice de l'OTAN simulant une période d'escalade de conflit et aboutissant à une frappe nucléaire DEFCON 1, certains membres du Politburo et des forces armées soviétiques ont qualifié cet événement de « ruse de guerre ». En réponse, l'armée soviétique s'est préparée à une contre-attaque coordonnée en préparant ses forces nucléaires et en plaçant sous haute alerte ses unités aériennes stationnées dans les États de l'Allemagne de l'Est et de la Pologne relevant du Pacte de Varsovie. L'état de préparation soviétique aux représailles cessa dès la fin des exercices de l'OTAN.
L'incident à la roquette norvégien du 25 janvier 1995 est le seul à se dérouler en dehors de la guerre froide. Cet incident est survenu lorsque la station d'alerte précoce russe d'Olenegorsk a accidentellement confondu la signature radar d'une fusée de recherche Black Brant XII (lancée conjointement par des scientifiques norvégiens et américains de Andøya Rocket Range), comme semblant être la signature radar du lancement d'un missile Trident SLBM. En réponse, le président russe Boris Eltsine a été convoqué et la mallette nucléaire Cheget a été activée pour la première et unique fois. Cependant, le haut commandement a rapidement été en mesure de déterminer que la fusée n'entrait pas dans l'espace aérien russe et a rapidement annulé ses plans de préparation au combat et de représailles. Il a été déterminé rétrospectivement que, alors que les scientifiques de la fusée avaient informé du lancement du test trente États, dont la Russie, les informations n’avaient pas été transmises aux techniciens de radar russes.

### Troisième ou quatrième?
La guerre froide est parfois elle-même qualifiée de Troisième Guerre mondiale, notamment dans une approche qui ferait de la guerre contre le terrorisme la « Quatrième Guerre mondiale ». Cette thèse se fonde sur le fait que l'affrontement mondial entre les deux blocs, communistes et capitalistes occidentaux, a eu pour conséquence des guerres ou l'alimentation de guerres. Celles-ci ont comme point commun d'avoir constitué des engagements par procuration entre l'URSS et les États-Unis :
- Guerre civile chinoise
- Guerre civile grecque
- Guerre de Corée

- Guerre du Viêt Nam, continuation de la guerre d'Indochine
- Guerre civile laotienne
- Guerre civile cambodgienne (1967-1975)
- Conflit armé birman
- Guerre civile angolaise
- Guerre civile du Mozambique
- Crise congolaise
- Guerres civiles en Éthiopie
- Guerre de la frontière sud-africaine
- Conflit armé colombien
- Guerre civile du Salvador
- Guerre d'Afghanistan (1979-1989), etc.

Depuis, certains ont introduit l'idée de Quatrième Guerre mondiale, ce qui sous-entend qu'il y en ait eu une Troisième, en l'occurrence la Guerre Froide. Néanmoins cette introduction de la Quatrième Guerre mondiale est faite en lui donnant une légère nuance : Contrairement à la connotation de la Troisième Guerre avec la fin des fins futures, la quatrième, qui aurait déjà commencé lors des attentats du 11 septembre 2001, conduisant aux guerres d'Afghanistan et d'Irak, ne verrait l'apocalypse que comme un risque possible de l'issue de ces conflits. Le passage de « troisième » à « quatrième » illustrerait aussi le changement d'adversaire du bloc capitaliste, le communisme étant remplacé par le nationalisme, dont notamment l'islamisme, dans les années 1990. Cette idée inclut aussi un conflit qui ne se concentre pas sur une zone délimitée comme jadis mais qui fait du monde entier un territoire de guerre, avec comme bataille les attentats (Charlie Hebdo, Boston, Bruxelles-Zaventem...).
Mais l'expression Troisième Guerre mondiale a également été employée en une occasion par l'ancien président américain George W. Bush pour désigner sa campagne militaire antiterroriste, ou pour évoquer la possibilité d'un conflit armé qui opposerait Israël et les grandes puissances occidentales à l'Iran et la Corée du Nord (soutenus par la Chine et la Russie) à propos de leurs programmes nucléaires respectifs dont le but supposé ne serait autre que la fabrication et l'utilisation d'armes de destruction massive.
Depuis l'année 2014, on parle aussi, en liaison avec des agissements réels ou supposés du Kremlin, de nouvelle guerre froide. La crise diplomatique russo-ukrainienne de 2021-2022 a pu être comparée de nombreuses fois à une Troisième Guerre mondiale. Cependant, celle-ci reste très localisée, le terme « mondial » est ainsi contesté.

### Les nations: intégration ou non à un ordre international
En janvier 2017, pour l'ex-président soviétique Mikhaïl Gorbatchev, la montée de l'armement ainsi que les politiques menées, peuvent mener à une Troisième Guerre,. Il base son analyse sur la difficulté à trouver les budgets nécessaires pour les besoins sociaux essentiels alors que les budgets militaires augmentent. Il constate également que le contexte international est très tendu, alors que les politiciens, militaires et certains médias comme la télévision diffusent des idéologies agressives.
En février 2017, Robert Kagan écrit un article dans le magazine américain Foreign Policy, repris ensuite sur Slate dans lequel il s'inquiète de l'avènement potentiel d'une Troisième Guerre mondiale face à l'expansionnisme territorial démesuré, au militarisme croissant et à la politique hégémonique de la Russie (en Europe de l'Est) et de la Chine (à propos des archipels Spratleys, Paracels et des îles Senkaku), assimilées à des « puissances révisionnistes », telles l'Allemagne nazie ou le Japon responsables de la Seconde Guerre mondiale. Pour lui, de telles puissances insatisfaites de l'ordre international établi profitent de la faiblesse et du laxisme des démocraties occidentales pour adopter une attitude nationaliste, militariste et toujours plus belliqueuse, et regrette la mollesse supposée de l'administration Obama devant les Russes et les Chinois,.

### La psychologie politique
Donald Trump dit en janvier 2017 vouloir établir des « zones sûres » en Syrie alors qu'il avait pourtant préalablement affirmé que cette idée mènerait à une Troisième Guerre. Dans ce contexte, Alain Tourigny du journal québécois La Presse, prétend que l'attitude de Donald Trump pourrait mettre en danger le monde et conduire en effet à une Troisième Guerre mondiale. La psychologie politique observe et problématise de tels comportements.

### La place de l'intelligence artificielle et des robots dans une guerre future
Une guerre devant en permanence être considérée comme possible, les armements sont en évolution, elle aussi permanente et parfois dans la difficulté en raison de la complexité croissante du lien entre matériel et logiciels, comme pour l'avion américain F-35.
En 2013, est présenté un projet d'exosquelette à usage militaire pour l'armée des États-Unis, c'est le projet d'armure TALOS (Tactical Assault Light Operator Suit). Des recherches ont lieu aussi en Russie.
En 2014, Amnesty International dénonce certains robots de l'entreprise Boston Dynamics comme pouvant devenir des robots tueurs.
En septembre 2017, Elon Musk théorise que la prochaine guerre mondiale serait liée à la maîtrise des intelligences artificielles.

### Problèmes structurels aux Nations Unies
Le mode de fonctionnement de l'ONU ne lui permet pas de jouer le rôle de garde-fou qui était pourtant la raison de sa création. En effet, seuls les 5 pays membres permanents du conseil de sécurité ont un pouvoir décisionnaire, et le veto d'un seul de ces 5 membre suffit à rejeter une proposition. Cela signifie que chacun de ces 5 pays peut déclencher un conflit armé en toute impunité ou contraindre toute l'organisation à fermer les yeux sur les conflits pouvant servir les intérêts d'au moins un des 5 membres.

### Guerre russo-ukrainienne
Alors que l'armée russe s'enlise lors de l'invasion de l'Ukraine et que les livraisons d'armes à destination des forces ukrainiennes sont de plus en plus importantes, à la fin du mois d'avril 2022, Sergueï Lavrov, ministre des Affaires étrangères de la fédération de Russie met en garde les membres de l'OTAN face au danger d'un nouveau conflit mondial.
Début 2024, le journal allemand Bild dévoile que l'armée allemande avait imaginé le scénario d'une troisième guerre mondiale à l'été 2025 entre le bloc de l'OTAN et le bloc pro-russe.
Cependant, le journal français Les Échos estime que le risque de dégénérescence en conflit mondial « n'est pas nul, mais extrêmement faible ».

## Dans les arts et la culture populaire
Le thème d'une Troisième Guerre mondiale est récurrent dans les théories du complot, qui se sont développées progressivement, notamment depuis le succès de la série X-Files et du roman puis du film Da Vinci Code, dans le cadre d'un usage libre et croissant d'Internet. Le survivalisme et la construction d'abris antiatomiques attestent de la réalité d'une inquiétude où l'imagination est déterminante, car selon le professeur Joshua S. Goldstein, la réalité est à une diminution des conflits, et une prochaine guerre mondiale pourrait ne pas être pire que les autres.

### Littérature

#### Bandes dessinées
- Les trois bandes dessinées d'Edgar P. Jacobs ayant pour titre Le Secret de l'Espadon (1946 – 1949) présentent un empereur fictif du Tibet qui tente de s'emparer du monde à l'aide d'une technologie militaire de premier ordre. Ces trois BD sont le point de départ de la série Blake et Mortimer.
- Le Bâton de Plutarque (2014) est une préquelle au Secret de l'Espadon et présente la mise au point par les Britanniques de la recherche technologique présente dans les trois tomes suivants.

#### Roman
- 30 secondes sur New York (1971) de Robert Buchard se termine avec la troisième guerre mondiale.
- Sir John Hackett est l'auteur en 1978 d'un premier ouvrage intitulé The Third World War  (ISBN 0-425-04477-7) puis en 1982 du roman The Third World War: The Untold Story (en) (ISBN 0-283-98863-0).

- Dans Tempête rouge (1987) de Tom Clancy, l'Union soviétique voit l'une de ses raffineries majeures détruite lors d'un attentat islamiste, ce qui risque d'entraîner l'effondrement de son économie. Pour survivre, elle tente donc de s'emparer des champs de pétrole du Moyen-Orient et de détruire l'OTAN.
- Dans Tomorrow (1993 – 2006) de John Marsden, dont le premier tome est adapté au cinéma sous le titre Demain, quand la guerre a commencé.
- La Flotte Fantôme met en scène une troisième guerre mondiale entre la Chine, la Russie et les États-Unis se déroulant dans le Pacifique.
- Dans le roman Moi, Omega de Erwan Barillot, un magnat de la Silicon Valley, après avoir pris en 2064 le contrôle de la totalité des armes et des objets connectés en dehors de la Chine, déclenche la troisième guerre mondiale afin de conquérir ce territoire.

#### Manga
- La série Akira (1982 – 1990) imagine une explosion mystérieuse détruisant Tokyo en 1982, qui est à l'origine d'un conflit mondial nucléaire.
- L'univers de Hokuto no Ken (1983 – 1988) est post-apocalyptique, la planète étant ravagée par une guerre nucléaire supposant une troisième guerre mondiale déclenchée dans les années 1990, l'année précise n'étant pas spécifiée (199X).

### Filmographie

#### Cinéma
- 1959 : 
  - Le Dernier Rivage raconte l'histoire de plusieurs protagonistes lors de la Troisième Guerre Mondiale et vivant en Australie alors encore épargnée par le conflit dont notamment un capitaine de sous-marin américain.
  - Au début de Le Monde, la Chair et le Diable la guerre nucléaire éclate.
- 1962 : Au début de The Creation of the Humanoids la Terre est ravagé par la Troisième Guerre mondiale.
- 1964 : 
  - Tout au long de Point limite les américains tentent d'empêcher par tous les moyens le déclenchement de la Troisième Guerre Mondiale.
  - À la fin de Docteur Folamour, la Troisième Guerre mondiale éclate.
- 1966 : Matt Helm, agent très spécial une organisation criminelle cherche à déclencher la Troisième Guerre mondiale.
- 1979 : 
  - Le Toubib avec Alain Delon
  - Le fond de l'air est rouge est sous-titré Scènes de la Troisième Guerre mondiale.
- 1982 : Future War 198X décrit un conflit qui se termine en une guerre nucléaire entre l’URSS et l'Occident.
- 1983 : Dans Wargames, l'ordinateur Joshua essaie de déclencher la Troisième Guerre mondiale comme s'il s'agissait d'un jeu.
- 1984 : Dans L'Aube rouge, l'URSS envahit les États-Unis.
- 1985 : Dans Invasion USA, l'URSS envahit les États-Unis.
- 1988 : À la fin d'Appel d'urgence, la Troisième Guerre Mondiale éclate.
- 2009 : Tout au long de Watchmen : Les Gardiens, les risques d'une Troisième Guerre Mondiale sur fond de Guerre Froide sont palpables.
- 2012 : Iron Sky se termine par la Troisième Guerre mondiale.
- 2020 : Tenet parle de la Troisième Guerre mondiale aussi. Cependant, il s'agit ici de manipuler l'écoulement du temps dans le but d'éviter que cette guerre n'arrive.

#### Télévision

##### Téléfilm
- 1982 : La Troisième Guerre mondiale de David Greene et Boris Sagal décrit une situation dans laquelle une troupe de l'armée russe entre clandestinement en Alaska avec pour mission de saboter un pipeline de pétrole en représailles de l'embargo américain sur les céréales.
- 1983 : Le Jour d'après réalisé par Nicholas Meyer, qui met en scène une guerre fictive entre les forces de l'OTAN et du Pacte de Varsovie qui dégénère rapidement en un échange nucléaire à grande échelle entre les États-Unis et l'Union soviétique.

##### Série
- 2024 : Whiskey on the Rocks d'Henrik Jansson-Schweizer : en 1981, un sous marin soviétique s'échoue sur la côte suédoise, faisant croire à une possible invasion de la Suède.

### Jeux vidéo
- Le jeu Theatre Europe créé en 1985 par Personal Software Services (PSS) plonge le joueur dans un conflit dit « conventionnel » opposant l'OTAN et le Pacte de Varsovie. Il est toutefois possible d'utiliser les armes chimiques et nucléaires.
- La saga Tex Murphy (depuis 1989) se situe au début des années 2040, juste après la Troisième Guerre mondiale qui a fait beaucoup de ravages. Les humains et les mutants cohabitant ainsi avec plus ou moins de difficultés.
- Dans les trois sagas de la série de jeux vidéo Command and Conquer (1995 – 2003), chaque saga aborde une « version » différente de la Troisième Guerre mondiale.
- La série de jeu vidéo Fallout (qui est une saga depuis 1997) met en scène une humanité qui a connu la Guerre Froide jusque dans la fin des années 1950. Une Troisième Guerre mondiale se produisit entre l'Amérique, la Chine, l'Europe et les pays du Moyen-Orient qui s’annihilèrent mutuellement. Diverses caches furent réalisées avant le cataclysme. Les rescapés tentent depuis de se reconstruire sur les ruines du monde dévasté. L'histoire jouée débute en octobre 2077.
- La saga de jeux vidéo et de livres Metro (depuis 2002), met en scène Moscou où l'apocalypse nucléaire se produisit lors de la Troisième Guerre mondiale.
- La série Splinter Cell (2002 – 2013), créée par Ubisoft, présente l'histoire de Sam Fisher. Son rôle est de prévenir l'arrivée de la Troisième Guerre mondiale en éradiquant les menaces qui pourraient mener à la guerre.
- Dans le jeu World in Conflict (2007) et son extension Soviet Assault (2009), à la suite d'une grave crise économique, l'Union soviétique lance une offensive majeure en Europe Occidentale puis envoie l'Armée rouge envahir les États-Unis.
- Dans Frontlines: Fuel of War (2008), deux alliances fictives - la Coalition Occidentale (États-Unis et Europe) et l'Alliance de l’Étoile Rouge (Russie et Chine) - s'affrontent pour le contrôle des dernières réserves mondiales de pétrole situées dans le Caucase.
- Le jeu vidéo Tom Clancy's EndWar (2008) simule la 3e Guerre Mondiale en 2020 avec trois camps, le JSF (Joint Strike Force, soit les États-Unis), la Fédération Européenne (l'Europe sauf l'Angleterre et l'Irlande) et les Spetsnaz (Russie).
- Dans les jeux vidéo Call of Duty: Modern Warfare 2 (2009) et Call of Duty: Modern Warfare 3 (2011), la Russie tente d'abord d'envahir la côte est des États-Unis, puis après la prise de pouvoir par Makarov, tente d'envahir l'Europe.
- Le visual novel Steins;Gate (2009) où les pays tels que les États-Unis et la Russie rentrent en conflit pour une course à la fabrication d'une machine temporelle.